# ZH-1号驱逐舰
ZH-1号（德語：ZH 1）原称赫拉德·卡伦比尔赫号（荷蘭語：HNLMS Gerard Callenburgh），是荷兰皇家海军于1930年代末建造的四艘赫拉德·卡伦比尔赫级驱逐舰的首舰。它在1940年5月德国入侵荷兰期间被荷兰人凿沉，当时尚未完工，但几个月后由德国人打捞上岸，并于1942年以ZH-1号的身份入列战争海军（纳粹德国海军）。经过多次延误，该舰于1943年底被转移到德占法国，在当地负责护送轴心国的突围舰和潜艇穿越比斯开湾。当1944年6月6日盟军登陆诺曼底后，它成为法国水域中仅存的几艘德国驱逐舰之一，并受命攻击海滩附近的入侵舰艇。在数日后的韦桑岛海战中，ZH-1号被击毁并凿沉，以防止被强占，其大部分官兵被盟军救出。

## 设计
1930年代中期，随着日本新式驱逐舰的水平远超荷兰皇家海军既有的海军将领级驱逐舰，英国的亚罗船厂便协助荷兰人设计了赫拉德·卡伦比尔赫级驱逐舰。为了应对威胁，它们比前级舰更大、更快、装备更精良，同时也保留了海军上将级搭载的浮筒式水上飞机用于侦察目的。
ZH-1号的水线长和全长分别为105.2米和106.7米，有10.6米的舷宽以及最大3.52米吃水深度；舰只的设计排水量为1,604吨，满载时则可达2,228吨。它由两台维克斯浦尔-帕森斯齿轮传动蒸汽轮机提供动力，各负责驱动一副直径为3.25米的三叶螺旋桨。过热蒸汽则由三台亚罗水管锅炉供应，其运行压力为28標準大氣壓（2,837千帕斯卡），温度350℃。动力装置可输出45,000匹軸馬力（34,000千瓦特）的功率，设计航速为36節（67每小時），但ZH-1号曾在海试中以53,000匹軸馬力（40,000千瓦特）的功率达到37.5節（69.5每小時）的最高速度。舰只最多可贮存520吨重油，能够以19節（35每小時）的速度的巡航2,700海里（5,000）。它的标准船员编制为12名军官和218名水兵。
该舰的主炮为五门博福斯4.7英寸（120）Mk8型速射炮，其中四门分别安装在舰艛前、后的两座双联装炮塔中，另一门架设在后甲板室上方，与后炮塔形成背负式布局。防空武器则包括安装在两座双联装炮架上的四门37毫米30式速射炮和四门单座20毫米38式高射炮。此外，ZH-1号还在水上部分的两个四联装动力操纵式底座上安装有八具533毫米鱼雷发射管。四个深水炸弹发射器和布雷导轨则安装在后甲板的两侧，最多可贮存240枚水雷。

## 历史
1938年10月12日，该舰以“赫拉德·卡伦比尔赫号”之名在鹿特丹的鹿特丹船厂铺设龙骨，并于一年后下水。随着德国于1940年5月10日发动荷兰战役，荷兰皇家海军遂决定凿沉这艘尚未完成舾装的舰只，以防止它于五天后落入敌手。然而，德国人于7月14日将该舰重新打捞上岸，并于10月11日将其拖到汉堡的布洛姆-福斯船厂进行维修，进而将它重新命名为ZH-1号，其中“Z”代表驱逐舰（Zerstörer），“H”代表荷兰（Holland）。纳粹德国海军并未对该舰作出太多改动，因为他们希望将其与自己的设计进行比较，故保留了主炮、推进装置以及舰炮和鱼雷的火控系统——尽管后者系统饱受批评。但他们确实用德国武器取代了原本用作防空用途的四门博福斯40毫米60倍径炮和四门127毫米高射炮。ZH-1号之后再被拖回鹿特丹船厂完成最后的工序，原定于1942年3月4日入役却由于官兵严重短缺而被迫推迟，使之直到10月11日才交付使用。当月25日，它驶往波罗的海进行战备训练，1943年1月18日回到汉堡接受验收。4月11日，该舰在盖瑟附近与丹麦货船杜罗号（Douro）相撞，但仅轻微受损。当6月进行维修时，ZH-1号在盟军对船坞的空袭中进一步受损，推迟了修复的进度，直到10月才完成作战准备。在此期间，它在舰桥顶部安装了一台或FuMO-24/25型雷达。
ZH-1号最初是作为一艘实验船在波罗的海服役，但自1942年12月损失Z-16“弗里德里希·埃科尔特”号后被编入第5驱逐区舰队。1943年，该舰加入在比斯开湾和法国西岸附近活动的第8驱逐区舰队，并于10月31日与Z-27号一同从基尔启程移驻德占法国的滨海勒韦尔东。途中，两舰在通过英吉利海峡时都被英国海岸炮的弹碎轻微损坏。11月5日，它们又在昂蒂费角遭到英国鱼雷快艇的无果攻击，并击伤了几艘来袭者。抵埗后，ZH-1号的首个任务是护送6,951总吨的德国突围舰奥索尔诺号穿越比斯开湾，但前者由于冷凝器中的盐度问题，迫使其涡轮机于12月26日停机，不得不由鱼雷艇T-25号拖回港口。维修工作直到1944年3月才完成。当月初，ZH-1号又伙同驱逐舰Z-23号、鱼雷艇T-27号和T-29号护送日本潜艇伊29号前往洛里昂，至月底再护送其驶离比斯开湾。
1944年6月6日，时任第8区舰队司令的特奥多尔·冯·贝希托尔斯海姆上校在收到盟军于诺曼底登陆的消息后，命令其仅余的三艘驱逐舰ZH-1号、Z-24号、Z-32号和鱼雷艇T-24号出发前往布雷斯特，展开对抗入侵舰队的行动。它们在途中遭到了英俊战士鱼雷轰炸机的袭击，Z-32号被两枚火箭炮击伤，对方则有一架飞机被迫在水上降落。此时，ZH-1号的防空武器已强化为两具四联装20毫米炮。6月8日至9日晚，这四艘舰从布雷斯特出发前往瑟堡，却遭到盟军第10驱逐区舰队的八艘驱逐舰拦截，引发韦桑岛海战。英国人在发现德国舰只后率先开火，德国人则用每艘驱逐舰发射的四枚鱼雷回击，但当盟军舰艇转向躲避时，这些鱼雷均未命中。英国驱逐舰的火力非常有效，ZH-1号在发射第一轮齐射后就被阿散蒂号和鞑靼号严重击伤。最具破坏性的一枚炮弹切断了轮机舱的主蒸汽管线，另一枚则是淹没了前部锅炉舱，导致所有动力中断。随后，两艘英舰将火力转向Z-24号，并在黑暗中失去了ZH-1号的踪迹。它们继而与Z-32号交锋，而后者也向鞑靼号开火，并将其点燃。当阿散蒂号准备瞄准Z-32号时，ZH-1号漂流至该区域，以手动模式操纵后炮向鞑靼开火。不久，阿散蒂号用鱼雷击中ZH-1号，炸毁了舰艏；尽管如此，它的前炮塔扔继续向英国舰只开火。ZH-1号甚至还以手动模式发射了剩余的鱼雷，但全部四枚都未命中。由于情况危急，舰长命令全体官兵弃舰，并在48°52′N 4°28′W / 48.867°N 4.467°W处引爆深水炸弹将该舰凿沉。ZH-1号共有3名军官和36名水兵在战斗中丧生。一艘载有1名军官和27名水兵的救生艇顺利抵达法国海岸，英国人则救起了140名水兵。